# Caryodaphnopsis latifolia
Caryodaphnopsis latifolia là loài thực vật có hoa trong họ Nguyệt quế. Loài này được W.T.Wang miêu tả khoa học đầu tiên năm 1957.